# Onthophagus limbatus
Onthophagus limbatus là một loài bọ cánh cứng trong họ Bọ hung (Scarabaeidae).